# Chibiusa
Chibiusa (ちびうさ  Chibiusa?) o Sailor Chibi Moon (セーラーちびムーン Sērā Chibi Mūn?) —llamada Serena «Rini» Tsukino o simplemente Rini en latino, en español se llama Chibiusa—, es un personaje que aparece en el manga Sailor Moon de Naoko Takeuchi, y en las demás versiones para televisión y teatro de la misma obra. 
Este personaje es presentado por primera vez en el segundo arco argumental del manga original (conocido por el nombre de "arco Luna Negra"), así como también en la segunda temporada de la serie de anime de los años 90, llamada Sailor Moon R, y en la temporada 2 de Sailor Moon Crystal. Ella es la futura hija de Usagi Tsukino y Mamoru Chiba (llamados 'Serena' y 'Darien' en Hispanoamérica, y 'Bunny' y 'Armando' en España), quienes combaten el mal bajo la identidad de dos super héroes justicieros, "Sailor Moon" y "Tuxedo Mask". Su hija, Chibiusa, procede del siglo 30 en el cual Usagi y Mamoru ya son adultos y se han convertido en la "Neo Reina Serenity" y el "Rey Endymion", soberanos que protegen el planeta Tierra. 
Chibiusa viaja al siglo XX inicialmente para buscar ayuda cuando el mundo del futuro en el que ella vive es atacado por un grupo de enemigos llamados Black Moon. Una vez que los de Black Moon son derrotados, ella vuelve al pasado una vez más. Pero esta segunda vez es para entrenar como Sailor Senshi, un tipo de heroína que lucha por la justicia, y adoptando el nombre de "Sailor Chibi Moon" (que fue traducido como "Sailor Mini Moon" o "Pequeño Guerrero Luna" en algunas versiones). Es entonces cuando ayuda a sus futuros padres y a sus amigos a vencer a otros grupos de enemigos, entre ellos los Death Busters en la tercera temporada (llamada "Infinito" en el manga, Sailor Moon S en el primer anime y "Season III" en Sailor Moon Crystal), y el Circo Dead Moon del arco argumental Sueño (夢 / ドリーム Yume / Doriimu?, gairaigo del inglés "dream") en la cuarta temporada (que se adaptó primero como la saga de Sailor Moon SuperS en el anime de los 90, y luego como la secuela cinematográfica de Sailor Moon Crystal, Pretty Guardian Sailor Moon Eternal). Finalmente, el personaje hace una última aparición en la quinta (y última) temporada del manga, al igual que en su adaptación animada de 2023, Bishōjo Senshi Sailor Moon Cosmos.

## Perfil
Chibiusa es una niña de ojos color marrón rojizo y cabello rosado, que aparece a partir de la segunda temporada. Es conocida por su distintivo peinado, exótico y llamativo, el cual le da a su cabeza una apariencia poco usual como si dos orejas de conejo salieran de encima de la misma. 
Ella inesperadamente se presenta ante Usagi Tsukino y su novio, Mamoru Chiba, para exigirle a esta que le entregue el Cristal de Plata; un objeto místico de gran poder que habían obtenido en la temporada previa. Como Usagi se niega a entregárselo, Chibiusa hechiza a los miembros de su familia (a los padres así como al hermano menor de esta), para hacerse pasar por una prima suya, poder hospedarse en su casa y así buscar el cristal con comodidad. Entonces Usagi y la gata Luna, únicas personas en toda la vivienda que son conscientes del engaño, pero incapaces de romper el encantamiento; deciden mantener vigilada a la recién llegada. 
| Datos extra sobre Chibiusa |                                 |
| Nombre real (japonés)      | Chibiusa/Serenity               |
| Nombre español             | Chibiusa                        |
| Fecha de nacimiento        | 30 de junio                     |
| Horóscopo                  | Cáncer                          |
| Tipo de sangre             | O                               |
| Color favorito             | Rojo y rosa                     |
| Comida favorita            | Budín                           |
| Comida que odia            | zanahorias                      |
| Pasatiempo                 | Coleccionar utilería de conejos |
| Materia favorita           | Artes manuales                  |
| Materia que odia           | Lengua                          |
| Habilidad especial         | La persuasión                   |
| Le teme a                  | cuidar de la casa               |
| Sueño por cumplir          | Ser una dama                    |

Hacia el final de la saga, finalmente, se descubre que esta es en realidad una viajera del Tiempo, proveniente del siglo XXX, quien busca el Cristal de Plata para salvar al planeta Tierra en el futuro. Tras recibir la revelación de que ella es, además, su propia y futura hija, Usagi y Mamoru toman la decisión de ayudarla, como los héroes justicieros Sailor Moon y Tuxedo Mask, a derrotar a los villanos que la acechan y restaurar el mundo del siglo 30 a la normalidad. Más tarde, a partir de la tercera temporada, Chibiusa regresa al siglo 20 para entrenar como Sailor Senshi, ayudando a Sailor Moon y a sus amigos a vencer nuevos enemigos como la pequeña juticiera Sailor Chibi Moon. Entonces vuelve a hospedarse nuevamente en casa de Usagi, como una "prima suya"  hasta el inicio de la quinta temporada; momento en que decide regresar definitivamente a su propia época y a su verdadero hogar.
Desde el primer momento, se muestra que el personaje tiene una muy buena relación con las Sailor Senshi del Sistema Solar Interno, y con Sailor Pluto. Inicialmente, Sailor Pluto es su principal confidente; al igual que lo es también el propio juguete de Chibiusa, su pelota llamada "Luna P"; una especie de mascota robótica que al principio hace las veces de guardiana de la niña. Esta recuerda a la propia gata Luna, pues tiene la apariencia de una pelota con orejas y rostro felinos. Más adelante, Chibiusa cuenta también con la compañía de la hija de Luna, Diana. En la tercera temporada, ella hace una gran amistad con Hotaru Tomoe, la futura Sailor Saturn, y se enamora de un joven llamado Helios en la temporada cuarta. Sólo en el manga, Chibiusa obtiene también su propio grupo de amigas justicieras: las cuatro integrantes del Sailor Quartetto. Mientras asiste a la escuela primaria en el siglo 20, por otra parte, Chibiusa logra entablar una gran amistad con dos jóvenes estudiantes de su clase; una niña llamada Momoko Momohara y un niño con el nombre de Kyūsuke Sarashina.
Un rasgo característico de Chibiusa, al momento de su llegada, es que resulta ser una niña notablemente baja de estatura. Esto se expresa en declaraciones de la autora, Naoko Takeuchi, según las cuales parece una niña de primer grado, y ella empieza a cursar la primaria al principio de su aparición en la historia. Aunque los alumnos de los primeros grados en las escuelas japonesas tienen alrededor de seis o siete años, los compañeros de clase de Chibiusa comentan que ella es muy pequeña y corta de estatura, aún para esa edad. En el Acto 20 del manga se dice, por otra parte, que su edad inicial real es de 900 años, ya que en el futuro las personas gozan de una gran longevidad. Más adelante, en la tercera temporada, se comenta que ella continúa aún en la escuela primaria; mientras que en un capítulo extra de la cuarta temporada del manga, la niña afirma estar en el tercer grado (y añade secretamente que tiene 902 años; si bien en Eternal se cuenta que ya ha cumplido los 903). En la versión animada de los años 90, sin embargo, esta información nunca es mencionada de manera explícita.
La creadora Naoko Takeuchi ha dicho que se trata de una niña precoz, impertinente y pícara, que ama hacer travesuras y al principio no escucha realmente lo que otras personas tengan que decir. Si bien ella ama a sus padres, el Rey Endymion y la Neo Reina Serenity, y los admira; en el pasado le cuesta ver a Usagi y a Mamoru como las contrapartes de éstos, de manera constante y total. Esto es a causa de numerosas diferencias como la edad, sus diversos nombres, grados de madurez y modos de comportamiento. En ocasiones, Chibiusa incluso nota que la Usagi del siglo 20 comparte más similitudes con ella misma que con su madre, la futura versión adulta; puesto que la Usagi adolescente es una muchacha más imperfecta, "llorona" y víctima frecuente de regaños, que contrasta significativamente con quien llegará a ser en el futuro, la elegante reina de Tokio de Cristal. En la versión japonesa original, asimismo, siempre llama a Mamoru por el diminutivo de "Mamo-chan" (un apodo cariñoso) y desarrolla hacia él un enamoramiento infantil, inocente y temporal; que a menudo desata los celos de Usagi.

## Nombres y formas
Al igual que otros protagonistas de la serie, Chibiusa es un personaje que asume otras identidades, con aspecto y nombre distintos, en distintos momentos de la historia:

### Chibiusa
"Chibiusa" (ちびうさ Chibi Usa?) es el nombre e identidad cotidianos de Chibiusa en el siglo XX, cuando no está disfrazada de la justiciera Sailor Chibi Moon. Ella se hospeda en la casa de la protagonista, Usagi Tsukino, desde la segunda temporada hasta la temporada cuarta; asistiendo incluso a la escuela primaria. Durante ese lapso, la identidad de la niña como una viajera del Tiempo procedente del futuro es mantenida en secreto; conocida solo por las Sailor Senshi. Ante el resto de la sociedad del siglo XX, así como ante la propia familia de Usagi, ella finge ser una pequeña "prima" de la protagonista, llamada "Chibiusa" Tsukino. 
La verdadera madre de Chibiusa, la Neo Reina Serenity, es de hecho la contraparte futura de la protagonista. Por eso, cuando la niña viaja al pasado y se presenta también como 'Usagi' ante su futura madre, quien todavía es entonces la adolescente Usagi Tsukino, esta empieza a llamarla "Chibi-Usagi" (que significa "Mini Usagi"). Luego, como ella se queda a vivir en la casa de Usagi, adoptando el mismo apellido Tsukino, se le da el apodo de "Chibiusa" para diferenciarlas a las dos y que significa "Pequeña Usa" ('Chibi' significa pequeño o 'mini', y 'Usa' como diminutivo del nombre Usagi). En algunas traducciones o doblajes del animé al inglés y español, por otra parte, su nombre fue cambiado por el de "Rini" para hacer de diminutivo de "Serena" (el cual era el nombre que se le había dado a Usagi en esas traducciones).

#### Chibiusa adolescente
Es una forma de Chibiusa que aparece brevemente en la cuarta temporada, cuando Para Para, una de las integrantes del Cuarteto de amazonas, lanza un hechizo sobre Sailor Moon y Sailor Chibi Moon. Este causa que ellas se intercambien temporalmente las edades. Chibiusa adquiere una apariencia adolescente cuando adopta la edad de Usagi, con un aspecto muy similar al de esta, y en el manga su amiga la gatita Diana empieza a referirse a ella como "Dama" en vez de "Pequeña Dama".

### Pequeña Dama
Princesa Usagi Pequeña Dama Serenity (プリンセス・うさぎSLセレニティ Purinsesu Usagi Sumoru Redi Sereniti?, abreviado a veces como "Pequeña Dama") es el nombre completo de Chibiusa en el siglo 30, según el manga japonés original. Esta es su verdadera identidad como princesa del futuro Milenio de Plata y Tokio de Cristal. De acuerdo al manga, este nombre le fue dado por su madre, la Neo Reina Serenity. El mismo nunca es mencionado en su forma completa en el primer anime. Sin embargo, en todas las versiones algunos de los personajes que conocen la verdadera identidad de la niña se refieren a ella por el nombre de "Pequeña Dama".
Por otra parte, algunas veces en la serie Chibiusa aparece vistiendo también en el pasado el mismo vestido que usa en el futuro y que la identifica como Princesa, especialmente durante la cuarta temporada. En el primer anime, este vestido es igual al que su madre vestía cuando era la Princesa Serenity; en el manga y en la película de Pretty Guardian Sailor Moon Eternal también es similar, pero de color rosado.

#### Princesa Dama Serenity

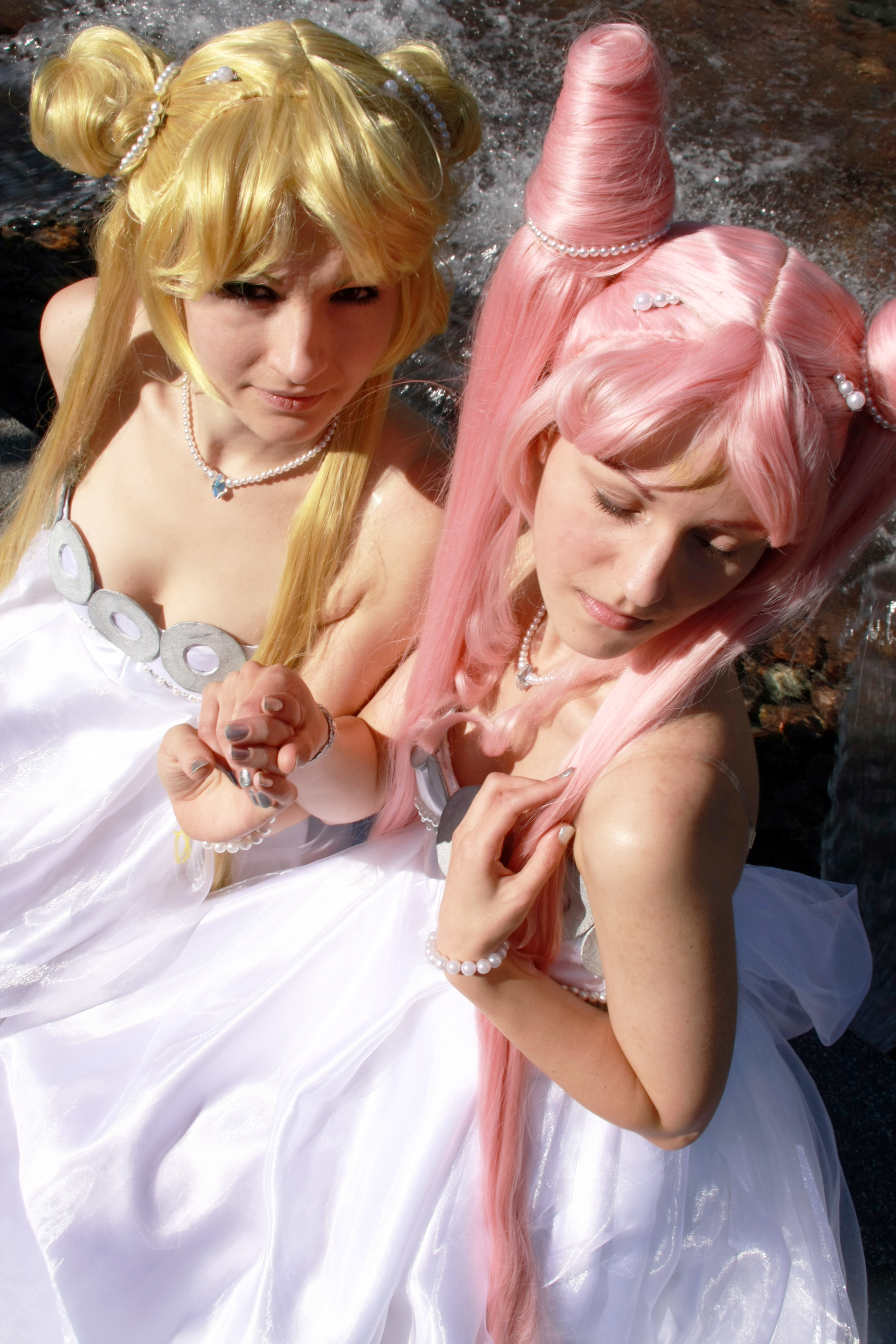
Imagen de unas cosplayers interpretando a la Princesa Serenity y a la Princesa Dama Serenity.

La Princesa Lady Serenity (プリンセス・レディ・セレニティ Purinsesu Redi Sereniti?, gairaigo del inglés Princess Lady Serenity) denominada en ocasiones como "Princesa Serenity", es una forma de Chibiusa que sólo aparece en la penúltima saga del manga, así como en su adaptación cinematográfica, la película de Pretty Guardian Sailor Moon Eternal. Aparece en un recuerdo de Helios de una premonición en la que una joven llamada "Princesa Dama-Serenity" le advertía sobre el ataque de Neherenia. Helios se da cuenta de que la visión le fue enviada desde un futuro lejano por Chibiusa; quien era en verdad la muchacha, aunque un par de años mayor que entonces puesto que la Chibiusa que aparecía en la visión ya era adolescente.
La autora de la serie Naoko Takeuchi ha hecho dibujos en los que retrató a la Princesa Dama Serenity algunas veces con el cabello rosado, y otras plateado como su madre la Neo Reina Serenity.

### Sailor Chibi Moon
Sailor Chibi Moon (セーラーちびムーン Sērā Chibi Mūn?) es el alias de superheroína justiciera que Chibiusa adopta a partir de la segunda temporada del manga y de Sailor Moon Crystal, y a partir de la tercera en el anime de los años 90. En el siglo XX, ella utiliza esta forma cuando vuelve al pasado para entrenar como Sailor Senshi. Para diferenciarse de su futura madre, Usagi Tsukino, cuyo nombre clave en batalla ya es Sailor Moon (literalmente 'Marino Luna' y 'Guerrero Luna' en algunas traducciones al español); el alias de Chibiusa significa literalmente 'Marino Pequeña Luna', y fue traducido como "Pequeño Guerrero Luna" o "Sailor Mini Moon" 

Imagen de las partes del uniforme de Sailor Chibi Moon

Como Sailor Chibi Moon, ella viste un traje igual al de Sailor Moon, aunque con la falda y los moños de color rosado. A medida que Sailor Chibi Moon adquiere nuevas transformaciones (como la de "Super" y "Eternal" sólo en el manga) y se vuelve más poderosa, se le van agregando nuevos detalles a su traje de justiciera. Al igual que Sailor Moon, Chibi Moon siempre utiliza un cetro u otro accesorio determinado durante las batallas. En el manga y en Sailor Moon Crystal, ella tiene su propio Cristal de Plata; el cual es parte de su ser así como la fuente del poder que ella utiliza para luchar. Este cristal evoluciona hasta revelar completamente su forma como un cristal sailor, con el nombre de "Pink Moon Crystal", ("Cristal de Luna Rosa" o "Cristal Rosa de la Luna") hacia el final de la cuarta temporada; tras lo cual el personaje adquiere su forma más poderosa como justiciera, "Eternal" Sailor Chibi Moon, y empieza a mostrar su más alto nivel de pelea, hasta el final de la serie.

### Black Lady
Black Lady (ブラック・レディ Buraku Reidi?, traducido como "Dama Negra" o "Dama de la Oscuridad" en algunas versiones al español)  es una identidad que Chibiusa utiliza en forma breve durante la segunda temporada. Chibiusa se transforma en Black Lady una vez que está bajo el hechizo del Gran Sabio (Wiseman), consejero del grupo Black Moon. Este hechiza a la niña para convertirla en su aliada en contra de sus padres. A pesar de ello, hacia el final de la temporada, ella se libera del hechizo y vuelve a ser Chibiusa, ya libre de toda influencia maligna. 

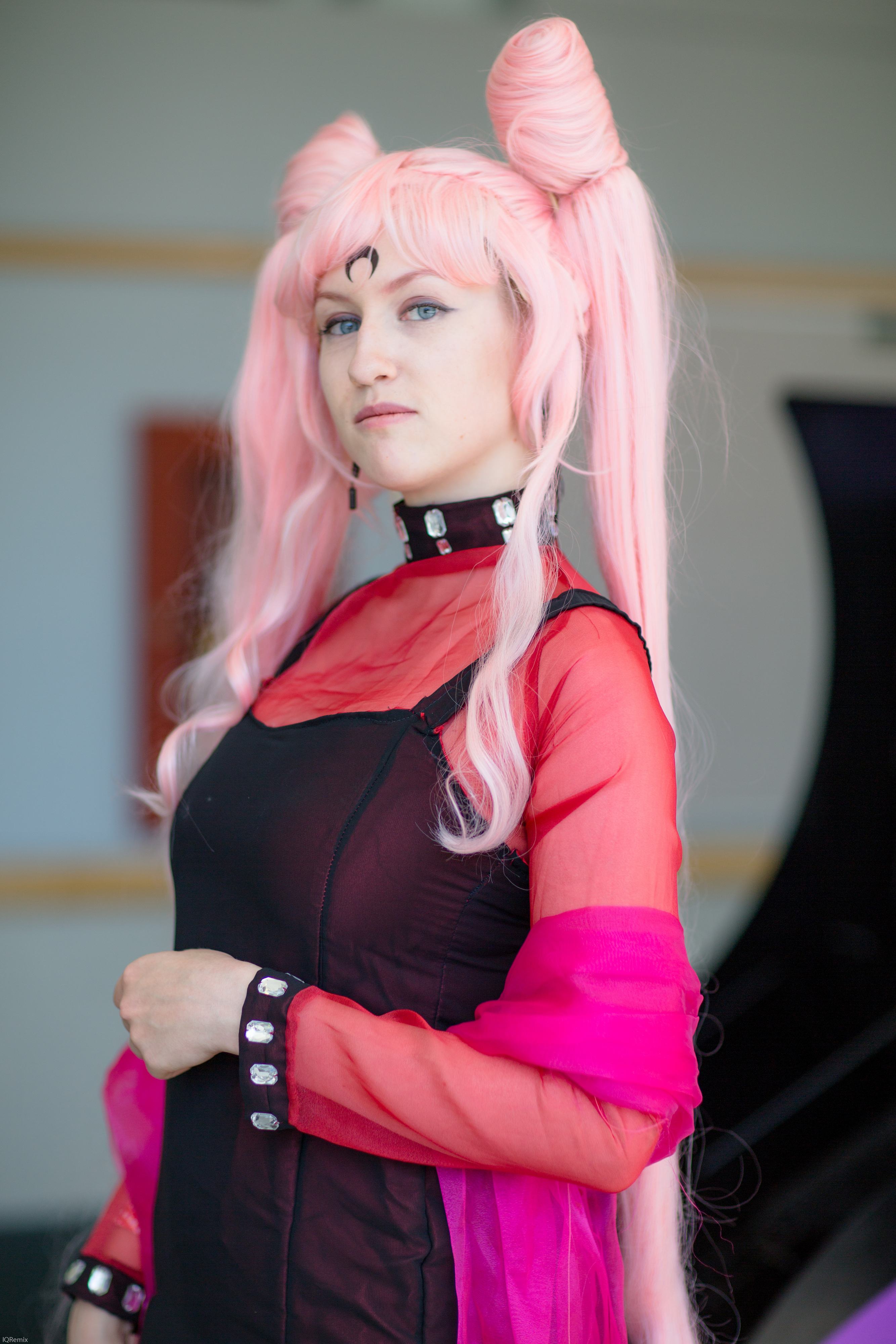
Imagen de una cosplayer interpretando a Black Lady.

Como Black Lady, Chibiusa tiene la apariencia de una joven adulta, de largos cabellos rosados peinados en el mismo estilo que su madre, la Neo Reina Serenity (aunque con rodetes puntiagudos en forma triangular, en lugar de redonda). También usa un vestido negro y lleva un chal rojo de tela transparente alrededor de los brazos. 
- Anime de los años 1990

En la adaptación animada conocida como Sailor Moon R, el Gran Sabio usa su magia sobre Chibiusa para manipular su memoria, hacerle creer que sus padres no la aman, y transformarla luego en la villana Black Lady. Aun así, su influencia sobre ella es inestable y las Sailor Senshi casi logran liberarla en varias ocasiones, forzándolo a intervenir para evitarlo. Black Lady considera a su mascota robótica Luna-P como su única y verdadera amiga, y a veces incluso la utiliza como herramienta para pelear. Sin embargo, su madre la Neo Reina Serenity al final logra hacerla recapacitar.
- Manga

En la versión del manga y de Crystal, el Gran Sabio manipula las inseguridades de Chibiusa; que desde hace un tiempo se sentía inútil y despreciada por los súbditos de su madre en Tokio de Cristal. En esta versión, Black Lady rechaza a Luna-P y hechiza a su futuro padre (Tuxedo Mask) para obligarlo a seguir sus órdenes. También intenta robarle el Cristal de Plata del siglo XX a su futura madre (Sailor Moon) y se refiere a sí misma como la Reina de Némesis, elegida por el Gran Sabio. Cuando la única persona que Chibiusa ha tenido como amiga, Sailor Pluto, se sacrifica para salvarla; Black Lady se echa a llorar, con lo cual se rompe el sortilegio.
| Equivalencia de nombres        |                                       |                                                                 |                                      |
| Japonés                        | Rōmaji                                | Inglés                                                          | Traducción                           |
| プリンセス・うさぎSLセレニティ | Purinsesu Usagi Sumoru Reidi Sereniti | "Princess Usagi Small Lady Serenity" (gairaigo)                 | Princesa Usagi Pequeña Dama Serenity |
| ちびうさ                       | Chibi Usa                             | Chibiusa / "Rini" (doblaje).                                    | Chibiusa/Rini                        |
| ブラック・レディ               | Buraku Redi                           | "Black Lady" (wasei-eigo) / "Wicked Lady" (doblaje).            | Dama Negra                           |
| セーラーちびムーン             | Sērā Chibi Mūn                        | "Sailor Chibi Moon" (wasei-eigo) / "Sailor Mini Moon" (doblaje) | Sailor Chibi Moon                    |
| プリンセス・レディ・セレニティ | Purinsesu Redi Sereniti               | "Princess Lady Serenity" (gairaigo)                             | Princesa Dama Serenity               |

## Historia

### Vida antes de Black Moon
Aunque la versión de Sailor Moon R no esclarece demasiado acerca del nacimiento y vida de Chibiusa antes del ataque de Black Moon, se sabe con certeza que ella es la hija que Mamoru y Usagi tienen una vez que se convierten en el Rey Endymion y la Neo Reina Serenity. Ella es la única princesa heredera al trono de sus padres y comparte la misma fecha de cumpleaños que su madre, el 30 de junio. 
En el manga y en Sailor Moon Crystal, por otra parte, se cuentan otros datos. El Rey Endymion menciona que nació el mismo año en que su madre ascendió al trono a la edad de veintidós años, en Tokio de Cristal. Chibiusa creció junto a sus padres. Pero como había heredado sangre tanto de la Luna y el Milenio de Plata (por medio de su madre) como de la Tierra (por medio de su padre), la combinación de estas dos herencias tuvo consecuencias inesperadas. Una de ellas es el hecho de que un día su cuerpo dejara inesperadamente de crecer, manteniendo la apariencia de una niña durante novecientos años. Esto causó que sus poderes tardaran en manifestarse, por lo que algunos súbditos del reino murmuraban que ella no debía ser realmente hija de la Neo Reina, puesto que aún no había demostrado haber heredado el mismo poder. 
Estos rumores, desafortunadamente, llegaron a oídos de la propia Chibiusa. Ella creció sola entre el involuntario descuido de sus padres que -como reyes de la Tierra que eran- estaban siempre ocupados, y el sentirse despreciada por los súbditos del reino que la creían adoptada. Incluyendo los otros niños que la excluían y hacían objeto de sus burlas. En medio de su soledad, ella se dedicaba a recorrer el inmenso Palacio de Cristal donde vivía con sus padres. Así fue como un día dio con una misteriosa puerta que la llevó directamente al lugar donde se encontraba la Puerta del Tiempo, custodiada por Sailor Pluto. Esta la reconoció al instante como la hija de la Neo Reina y se convirtió en la primera y única amiga de Chibiusa. A partir de entonces Chibiusa iba frecuentemente a la Puerta del Tiempo a conversar con Sailor Pluto. Durante esas conversaciones, esta le contó sobre la Puerta del Tiempo que permite viajar al pasado y al futuro, y las Llaves del Tiempo que permiten a una persona utilizarla. 
Por esa razón, cuando su hogar fue finalmente atacado por los de Black Moon, Chibiusa supo que podía escapar y buscar ayuda en el pasado. Ellos atacan la Tierra y la ciudad de Tokio de Cristal causando grandes explosiones que hieren gravemente a todos, e incluso dejan a la Neo Reina Serenity inconsciente. Esto ocurre en el mismo momento en que ella estaba desprotegida porque Chibiusa inocentemente había tomado el Cristal de Plata sin permiso. En Sailor Moon R, Chibiusa quería usarlo para convertirse en una dama como su madre; en el manga y en Sailor Moon Crystal, quería mostrárselo como prueba a unos niños que la acusaban de no ser verdaderamente la hija de la Neo Reina Serenity. 
Cuando Chibiusa es la única que sale ilesa de las explosiones, decide que lo único que puede salvar su hogar de los enemigos es el poder del Cristal de Plata del siglo 20. En Sailor Moon R, ella decide eso porque el cristal del propio siglo 30 se desvanece frente a sus ojos misteriosamente. En el manga y en Sailor Moon Crystal, ella tiene el del siglo 30 todo el tiempo consigo; pero sabe que no puede utilizarlo, y piensa que tal vez sí pueda usar el del siglo 20. Por eso escapa por la Puerta del Tiempo a buscar el cristal del pasado, pero los enemigos de Black Moon también siguen a Chibiusa al siglo 20 para aprovechar la oportunidad y tratar de cambiar el pasado antes que el reinado de la Neo Reina Serenity llegue a hacerse una realidad.

### En la Saga de Black Moon
Su primera aparición en la serie consiste en la llegada de Chibiusa por primera vez al siglo 20, cuando cae del cielo justo sobre Mamoru y Usagi ('Darien' y 'Serena' en la traducción) cuando ellos están en una cita. En esa ocasión, Chibiusa apunta a Usagi en la cabeza con un arma demandándole que le entregue el Cristal de Plata. Sin embargo, el arma es de juguete y al dispararse solamente sale un cartelito que dice "Bang". Más tarde, Chibiusa va a la casa de Usagi e hipnotiza a toda su familia (excepto a la propia Usagi) para poder hacerse pasar por prima suya, y que le permitan vivir en su casa; asegurándose de ese modo el poder permanecer cerca de Usagi, y buscar el cristal con comodidad. 
Luego unos nuevos enemigos llamados Black Moon, la Familia de La Luna Negra, empiezan a atacar a los ciudadanos de Tokio. Usagi toma la apariencia de la justiciera Sailor Moon para enfrentarse a ellos con la ayuda de sus amigos. En algún momento, Chibiusa les revela que ellos proceden del futuro al igual que ella misma, que atacaron su hogar y la siguieron al siglo 20. Una vez que Sailor Moon, sus amigas y Tuxedo Mask deciden viajar al futuro con ella para ver cómo pueden ayudar a la gente del siglo 30, conocen a Sailor Pluto y al Rey Endymion. El Rey Endymion es quien les revela la verdadera identidad de Chibiusa como su futura hija.
Tanto en el animé como en el manga Chibiusa es raptada por el Gran Sabio, consejero y mentor de los miembros de Black Moon, quien manipula su mente para que ella se vuelva malvada asumiendo una nueva identidad como Black Lady, y así lo ayude con sus planes. En la saga de Sailor Moon R, la Neo Reina logra finalmente demostrarle a Black Lady que el Gran Sabio modificó sus recuerdos y que las cosas no ocurrieron como ella cree, lo que consigue convertirla de nuevo en Chibiusa. Es cuando se descubre que el Cristal de Plata del futuro que ella creyó haber perdido no se perdió realmente, sino que se ocultó en el interior de su propio cuerpo. En el manga y en Sailor Moon Crystal, en cambio, una vez que la única persona que Chibiusa ha tenido como amiga, Sailor Pluto, sacrifica su propia vida para salvarla; Black Lady se echa a llorar, con lo cual se rompe el hechizo del Gran Sabio y ella vuelve a su forma original como Chibiusa. En ese instante se despiertan también los poderes que heredó de su madre para activar un Cristal de Plata que es suyo propio, el cual sale de su cuerpo y actúa en ese mismo momento para convertirla en Sailor Chibi Moon por primera vez (y no en la temporada siguiente como ocurre en el primer anime). 
Destruyen al enemigo y ella se despide del siglo 20 para regresar a su época muy feliz.

### En la Saga de los Death Busters
Aunque los enemigos de Black Moon fueron derrotados y Chibiusa regresó a su época, ella acaba volviendo al poco tiempo, de nuevo al pasado, para recibir su entrenamiento como Sailor Senshi. Es entonces cuando conoce a la solitaria Hotaru y se hacen grandes amigas. Esto lleva a Chibiusa a intentar protegerla a pesar de que Hotaru es Sailor Saturn, una guerrera que podría destruir el mundo; en contra de los deseos de Sailor Uranus, Sailor Neptune y Sailor Pluto. Sin embargo, descubren que Hotaru también ha sido poseída por un ser extraterrestre, Mistress 9; quien planea entregar el dominio de la Tierra a unos extraterrestres llamados los Death Busters, mientras que Sailor Saturn quiere ayudar a impedirlo. 
Con el correr de los capítulos, Mistress 9 finalmente toma el control absoluto sobre el cuerpo de Hotaru y consigue atacar a Chibiusa. Mientras que en el manga y en Sailor Moon Crystal le roba su alma, junto con su Cristal de Plata, que Chibiusa había obtenido en la temporada anterior; en el primer anime le roba su cristal de corazón puro. El robo de un objeto tan vital para su subsistencia acaba dejando a Chibiusa en un estado cercano a la muerte. Entonces Hotaru pelea con Mistress 9 para regresar el objeto robado a Chibiusa, devolviéndole así la salud. 
En el manga y en Crystal, a diferencia de como ocurre en la serie de Sailor Moon S, Chibiusa logra recuperarse a tiempo para unirse a las demás las Sailor Senshi en la lucha contra los Death Busters. En esta versión, ella ayuda activamente en la pelea. Su técnica de ataque, Pink Sugar Heart Attack ("dulce corazón rosa") es aquí tan poderosa como las de otras Sailor Senshi, mayores que ella. En Sailor Moon S, en cambio, este ataque es más bien usado como algo cómico. 
Además, también en el manga, la Copa Lunar de Sailor Moon se divide en dos, generando una pequeña copa lunar también para ella, con la cual se convierte en "Súper" Sailor Chibi Moon. Es así como Chibiusa se transforma en Súper Sailor Senshi por primera vez; a diferencia de la versión animada, donde esto no sucede sino hasta la siguiente temporada.

### En la Saga de El Circo de Dead Moon
En la temporada siguiente, tanto en el anime como en el manga Chibiusa conoce a Helios, cuyo mundo ha sido atacado por Nehelenia. Su mundo se llama Elysion y protege al planeta Tierra en secreto. En el anime de los años 90, Nehelenia ataca a Elysion, el mundo de los sueños, para robar el Cristal Dorado custodiado por Helios. Pero él, que tiene el poder de manipular los sueños, va a esconderse junto con el Cristal dentro de los sueños de una persona de la Tierra (que resulta ser Chibiusa). Como consecuencia, los seguidores de Nehelenia, el Circo Dead Moon, atacan a personas al azar, tratando de localizar a la persona en cuyo sueño se ha escondido, para que ella los lleve hasta él. En la versión del manga y de la película de Bishōjo Senshi Sailor Moon Eternal, en cambio, Nehelenia ataca a Elysion como parte de su plan de invadir el planeta Tierra, para adueñarse de él y del Cristal de Plata de Sailor Moon después. Por eso, Helios envía su espíritu personalmente ante Chibiusa y Usagi, en repetidas ocasiones, pidiendo su ayuda para encontrar el Cristal Dorado necesario para salvarlos.
En el anime de los años 90, Sailor Moon SuperS (a diferencia de como ocurre en el manga y en Sailor Moon Eternal), es gracias a Helios que Chibiusa y Usagi obtienen el poder de convertirse en Súper Sailor Chibi Moon y Súper Sailor Moon, sin necesidad de usar la copa lunar. En SuperS, sin embargo, Súper Sailor Chibimoon no tiene una técnica de ataque propia; pero usa una campanilla para llamar a Helios cada vez que Sailor Moon necesita la ayuda de la energía del Cristal Dorado para realizar su técnica de ataque. En el manga y en Eternal, en cambio, Super Sailor Chibi Moon no sólo obtiene la campanilla; sino que también es capaz de utilizar el ataque "Sublime Meditación Lunar" que usa Sailor Moon, y ambas pueden hacer ese ataque sin necesidad de llamar a Pegaso y sin ayuda del Cristal Dorado. 
Tras varias batallas contra los seguidores de Nehelenia, logran derrotar al enemigo con ayuda del Cristal Dorado. En SuperS, Sailor Chibimoon y Sailor Moon lo usan para vencer a Nehelenia. En el manga y en Eternal, Sailor Chibi Moon posee su propio Cristal de Plata, y descubren que el Cristal Dorado pertenece a Tuxedo Mask; luego ambos usan sus propios cristales para ayudar a Sailor Moon a derrotar al enemigo. Sailor Chibi Moon encuentra luego a Helios inconsciente y lo despierta con un beso en los labios. Este simple acto provoca que el Cristal de Plata de Chibiusa se transforme, adoptando una forma más poderosa con el nuevo nombre de Cristal de la Luna Rosada. Al final de la saga, Helios siempre se despide de ella, con la promesa de que él y Chibiusa se volverán a ver. 
Tras la derrota de Nehelenia, dando por terminado su entrenamiento, Chibiusa finalmente regresa a su propio hogar y tiempo (en Crystal Tokyo, el Tokio de Cristal del siglo 30), una vez más.

### En la Saga de las Sailor AnimaMates
En la versión del primer anime, tras la derrota final de la reina Neherenia, Chibiusa no vuelve a hacer aparición en ningún capítulo del resto de la última temporada, Sailor Stars. En cambio, en el manga, se transforma nuevamente en Sailor Chibi Moon y regresa al siglo 20 junto a sus cuatro protectoras, el Sailor Quartetto. Ellas llegan a tiempo para ayudar a Sailor Moon, a la Princesa Kakyū y a Chibichibi en su batalla contra Sailor Heavy Metal Papillon, última de las Animamates que sirven a Sailor Galaxia. Tras la derrota de esta, Chibi Moon y el Cuarteto también les ayudan a vencer a Sailor Chi y Sailor Phi. La existencia de Chibiusa es borrada por completo, temporalmente, cuando Galaxia mata por segunda vez al futuro padre de Chibiusa, Tuxedo Mask. Una vez que él y las demás Sailor Senshi son resucitados, Chibiusa vuelve a aparecer y se despide de ellos para volver a su propio tiempo en forma definitiva.

## Guardianes
Tanto en el animé como en el manga, la gata Diana es la guardiana, consejera y confidente del Chibiusa. Además, en la versión del manga de la Saga del Circo de Death Moon, cuando el Cuarteto de amazonas se liberan de la influencia maligna se revelan como las futuras guardianas de Chibiusa, un grupo de guerreras conocido como Sailor Quartetto, y se van a esperar su regreso al siglo 30. Luego en la saga siguiente acompañan a Chibiusa al pasado para ayudar a las Sailor Senshi del siglo 20 una última vez.

## Poderes
| Sailor Chibi Moon                      |                                          |                                                        | |                                                 |
| Ataque original                        | En inglés                                | Traducción                                             | Traducción España                                                                                               | Traducción México                               |
| Runa P Henka                           | Luna P Henge / Kitty Magic               | Luna P Transformación                                  | Luna P Cambio                                                                                                   | Luna Pelota, ¡transfórmate!                     |
| Chou onpa naki                         | Supersonic Waves                         | Ataque Súper Sónico                                    | Ultrasonidos (manga)                                                                                            | Ultrasonido (manga)                             |
| Muun purinsesu hareshon                | Moon Princess Halation                   | Halación de la Princesa Luna                           | Cicatrización Lunar (manga)                                                                                     | Por el poder del Halo de la Princesa de la Luna |
| Pinku shugaa haato atakku              | Pink Sugar Heart Attack                  | Ataque del corazón de azúcar rosa                      | Corazón Rosa, ataca (anime) ¡Corazón de Azúcar Rosa! (manga)                                                    | ¡Dulce Corazón Rosa, ataca!                     |
| Reinbō Daburu Mūn Hāto Eiku            | Rainbow Double Moon Heart Ache           | Dolor del corazón del arcoíris de la doble luna        | ¡Doble cicatrización lunar, adelante! (manga)                                                                   | ¡Doble Arcoíris lunar del corazón, ataca!       |
| Touinkuru eeru                         | Twinkle Yell                             | Grito centelleante                                     | ¡Suena, campanita de cristal! (anime) ¡Grito centelleante! (Sailor Moon Eternal) ¡Llamada centelleante! (manga) | ¡Llamado Estelar!                               |
| Muun goojasu mediteishon               | Moon Gorgeous Meditation                 | Hermosa Meditación de la Luna                          | Crisis de Luna, Dame el Poder ¡Meditación Lunar Resplandeciente! (Sailor Moon Eternal)                          | Sublime Meditación Lunar                        |
| Pinku shugaa Takishiido atakku         | Pink Sugar Tuxedo Attack                 | Ataque de Tuxedo azúcar rosa                           | ¡Bomba Tuxedo! ¡Corazón de Azúcar Rosa! (manga)                                                                 | N/a                                             |
| Sutaraito Hanemūn Daburu Serapii Kissu | Starlight Honeymoon Double Therapy Kiss! | Doble Beso terapéutico de Luna de Miel con luz estelar | ¡Rayo de miel! ¡Doble Guerrero Kiss!                                                                            |                                                 |
| Pinku rediisu furiijingu kissu         | Pink Ladies Freezing Kiss                | Beso congelante de las damas rosas                     | Pink Ladies Frizing Kiss (manga)                                                                                | N/a                                             |